# Coby Whitmore
Pour les articles homonymes, voir Whitmore.
Coby Whitmore est un illustrateur américain né le 11 juin 1913 à Dayton, dans l'Ohio, et mort le 12 octobre 1988 sur l'île de Hilton-Head, en Caroline du Sud. Bien que la mode joue un rôle important dans sa carrière dans les sujets qu'il dessine, Coby Whitmore est principalement un illustrateur de romans d'amour, et d'histoires d'amour publiées dans les magazines féminins, ainsi qu'un illustrateur ayant travaillé pour la publicité.
À la fin de sa carrière dans les années 1960, il rencontre le succès comme portraitiste après son installation en Caroline du Sud ; dix ans avant sa mort, il est intégré à la Society of Illustrators (en).